# Bartolomeo Dal Pozzo
Bartolomeo Dal Pozzo (Verona, 1637 – Verona, 28 ottobre 1722) è stato uno storico italiano.

## Biografia
Dopo aver studiato presso i Chierici regolari di Somasca, il 26 giugno 1656, all'età di 19 anni, partecipa alla battaglia dei Dardanelli prestando servizio a bordo della galea S. Pietro dell'Ordine degli Ospitalieri, distinguendosi nell'assalto ad un'imbarcazione nemica. Il 4 ottobre 1656 presso la Chiesa di Santa Caterina d'Alessandria a La Valletta (Malta) divenne parte dell'Ordine mentre era gran maestro Giovanni Paolo Lascaris di Ventimiglia e Castellar. Due anni dopo fece ritorno in patria. Negli anni seguenti riceverà prestigiosi incarichi nell'Ordine facendo anche ritorno a Malta per poi progressivamente ritirarsi da ogni carica tra il 1710 e il 1717.
Anche a Verona ricoprì numerose cariche e onorificenze, facendo parte del consiglio comunale nel 1705, venendo elettro tra i praesides derelictorum nel 1710, tra i milites procuratorum nel 1711 e tra i provisores Communis l'anno successivo.
Secondo l'Archivio di Stato di Verona morì nella sua città natale il 28 ottobre 1722 e fu seppellito nella chiesa di San Vitale.

## Opere
- Historia della sacra religione militare di S. Giovanni Gerosolimitano detta di Malta, 2 voll. (I; II), In Verona, per Giovanni Berno; poi In Venezia, appresso Gerolamo Albrizzi, 1703-1715, SBN TO0E067266.
- Le vite de' pittori, degli scultori, et architetti veronesi raccolte da varj autori stampati, e manuscritti, e da altre particolari memorie. Con la narrativa delle pitture, e sculture, che s'attrovano nelle chiese, case, & altri luoghi publici, e privati di Verona, e suo territorio, In Verona, per Giovanni Berno, 1718, SBN RMRE002207.